# Anouska van der Zee
Anouska Johanna Maria (Anouska) van der Zee (Utrecht, 5 april 1976) is een Nederlands voormalig wielrenster die zowel op de baan, als op de weg fietste.
Van der Zee deed namens Nederland mee aan de Olympische Spelen van 2004 (Athene), aan de wegwedstrijd, maar haalde de finish niet. Na de Spelen beëindigde ze haar loopbaan.

## Overwinningen
1996
- Criterium van Wateringen

1997
- 2e etappe GP Boekel

1998
- Criterium van Wijk bij Duurstede

1999
- Criterium van Uithoorn

2001
- 1e etappe Ster van Zeeland

2002
- 1e etappe GP Boekel
- Criterium van Oud Gastel

2003
- Criterium van Obdam
- 1e in 3e etappe Holland Ladies Tour (met Mirjam Melchers, Sissy van Alebeek, Esther van der Helm, Suzanne de Goede en Sandra Missbach)

2004
- Criterium van Rijsoord

## Grote ronden
Geen